# Maxim Kopf
Maxim Kopf (eigentlich Maximilian Kopf) (geboren 18. Januar 1892 in Wien, Österreich-Ungarn; gestorben 6. Juli 1958 in Lebanon, Grafton County, New Hampshire, USA) war ein Maler, Grafiker und Bildhauer in Prag und eine prominente Figur des deutschen Kulturlebens in der Tschechoslowakei der Zwischenkriegszeit.
Er war zunächst stark vom Expressionismus beeinflusst und schuf später vor allem Werke mit biblischen Themen sowie Städte- und Landschaftsbilder. Er wird auch als kosmopolitischer Maler bezeichnet, weil er in Deutschland, in der Tschechoslowakei, Frankreich, in Polynesien und in den USA seine Bilder geschaffen hat. Er reiste viel und besuchte u. a. auch Italien, Spanien, die Schweiz, Dalmatien sowie Bessarabien und die Krim.

## Leben und Wirken
Maxim Kopf wurde als zweites von vier Kindern des österreichischen Beamten Emil Kopf (1863–1911) und seiner Frau Louisa, geb. Jagemann (* 1865) in Wien geboren. Er wuchs in einer deutschsprachigen Familie auf und hatte durch seine Großmutter Maria Truhelková vermutlich auch tschechische Wurzeln.
Bereits vor dem  Ersten Weltkrieg ab 1911 studierte er bei August Brömse (1873–1925), Franz Thiele (1868–1945), Vlaho Bukovac (1855–1922) und Karl Krattner (1862–1926)  an der Akademie der Bildenden Künste Prag. Während des Krieges war er Offizier in der  Gemeinsamen Armee von Österreich-Ungarn. Nach dem Kriegsende entschied er sich für die tschechoslowakische Staatsbürgerschaft und blieb in Prag.
Er war Mitglied des Metznerbundes und im Jahr 1919 mit August Brömse Mitbegründer der Künstlergruppe  Die Pilger, einer Vereinigung deutscher bzw. deutschsprachiger Künstler in Böhmen. Der Gruppe gehörten zunächst weitere Schüler Brömses wie Josef Hegenbarth, Emil Helzel, Norbert Hochsieder, Julius Pfeiffer und Leo Sternhell an. Später stießen Mary Duras, Walther Klemm, Moriz Melzer und Emil Orlik zu der Gruppe, die bis 1925 existierte.
Für das Bild Der Pilger erhielt er 1920 einen Preis der Prager Akademie.
Durch ein Stipendium konnte er von 1921 bis 1923 sein Studium an der Akademie der Bildenden Künste Dresden bei Otto Gussmann (1869–1926) fortsetzen.
Kopf bereiste 1924 Tahiti und die Marquesas und begann mit seinem ersten Südseezyklus. Im Jahr 1925 arbeitete er für das Ziegfeld Theatre. Hier konnte er für die ihn besuchenden Künstler Hilde Goldschmidt, Friedrich Karl Gotsch und Hans Meyboden eine Ausstellung in der New Gallery organisieren.
Danach hielt er sich in Paris und Montrouge auf und lebte dann wieder in Prag, wo er 1927 in erster Ehe die Bildhauerin Mary Duras heiratete, mit der er zeitweise bereits 1923 in New York war.
In Prag gründete er 1927 die Gruppe  Junge Kunst, die 1928 ihre erste Ausstellung hatte und aus der 1929 die Prager Secession hervorging. Im gleichen Jahr weilte er auch im Riesengebirge. Im Jahr 1932 reiste er nach Italien und hielt sich in Torbole am Gardasee auf. 1933/34 arbeitete er am großen Deckenfresko des ehemaligen  Deutschen Hauses in Prag. Die Ehe mit Duras wurde 1933 geschieden.
Im Jahr 1936 heiratete er in Prag die Schauspielerin Lotte Stein, auch diese Ehe wurde in den 1940er Jahren wieder geschieden.
Ende des Sommers 1934 unternahm er die zweite Schiffsreise über Sues, Ceylon, Singapur, Sydney und Neukaledonien nach Tahiti, es entstanden die Bilder des zweiten Südseezyklus. Die Rückkehr nach Prag erfolgte im Frühjahr 1935 über Martinique. Im Jahr 1936 war er für einen Monat Länder am Schwarzen Meer, u. a. die UdSSR, Bessarabien sowie Sewastopol und Jalta auf der Krim. Im Mai 1938 reiste er zum dritten Mal nach Tahiti, die Rückreise nach Europa erfolgte im Herbst 1938 über Paris nach Prag.
Nach der Zerschlagung der Tschechoslowakei floh er im März 1939 von Prag über Deutschland und Holland nach Paris, bis September Aufenthalt im Maison de la Culture der Tschechoslowakei. Danach erfolgte die Verhaftung und er wurde für fünf Monate als feindlicher Ausländer interniert. Danach ging er als Mitglied der  Fremdenlegion nach  Französisch-Marokko, wo er jedoch erneut interniert wurde, nachdem Frankreich kapituliert hatte. Seine nächste Station war Martinique, auch dort wurde er interniert, so dass er insgesamt über zwei Jahre in Lagern verbrachte. 
Erst 1941 konnte er in die USA emigrieren und gelangte nach New York.
Im Jahr 1942 erhielt er die amerikanische Staatsbürgerschaft. Im Sommer 1942 lernte er die Journalistin Dorothy Thompson (1893–1961) kennen, die er in ihrem Haus auf der Farm Twin Farms in Barnard (Vermont) porträtierte. Etwa ein Jahr später heirateten Dorothy Thompson und Maxim Kopf in Barnard. 1944 stellte er im American British Art Center aus.
Im Sommer 1945 besuchte er zusammen mit Dorothy Thompson und deren Sohn letztmalig seine alte tschechische Heimat Prag.
Im April 1952 erfolgte seine letzte Reise nach Tahiti.
Maxim Kopf starb am 6. Juli 1958 in Lebanon, New Hampshire und wurde auf dem Barnard Village Cemetery in Barnard, Windsor County, Vermont beigesetzt.
Nach Kopfs Tod durch einen Herzanfall wurde eine Séance mit dem Medium Arthur Ford veranstaltet; es existiert ein 33-seitiges Typoskript über diese Sitzung und weitere psychische Phänomene nach Kopfs Ableben. Maxim Kopf und Dorothy Thompson wurden auf dem Friedhof von Barnard bestattet.

## Ausstellungen
Ausstellungen mit Werken von Maxim Kopf
- 1922: Ausstellung „April bis April“ zusammen mit „Die Pilger“ im Kunstverein für Böhmen (tschechisch Krasoumná jednota) im  Rudolfinum Prag
- 1923: Ausstellung Maxim Kopf zusammen mit „Die Pilger“ im Kunstverein für Böhmen Prag
- 1923: Ausstellung Maxim Kopf zusammen mit „Die Pilger“ in Dresden
- 1923: Gemeinschaftsausstellung von Maxim Kopf im Kunstverein für Böhmen Prag
- 1926: Ausstellung mit Mary Duras im Salon der Independenten im Grand Palais in Paris
- 1927: Ausstellung im Salon der Independenten im Grand Palais in Paris
- 1927: Ausstellung Maxim Kopf und Mary Duras im Haus der Kunst, Prag
- 1928: Ausstellung mit der Gruppe „Junge Kunst“ im Rudolfinum Prag
- 1928: Ausstellung im Künstlerhaus in Brünn
- 1929: I. Ausstellung der Vereinigung Bildender Künstler „Prager Secession“ im Kunstverein für Böhmen Prag
- 1930: vertreten in der Ausstellung Gemälde und Plastiken aus Brünner Privatbesitz des Mährischen Kunstvereins im Künstlerhaus Brünn
- 1930: II. Ausstellung der Vereinigung Bildender Künstler „Prager Secession“ im Kunstverein für Böhmen Prag
- 1931: Einzelausstellung von Maxim Kopf, Gemälde und Zeichnungen in Nürnberg im Deutschen Museum (Sudetendeutsche Kunstausstellung)
- 1931: III. Ausstellung der Vereinigung Bildender Künstler „Prager Secession“ im Kunstverein für Böhmen Prag
- 1932: Ausstellung in Berlin, Galerie Hartberg
- 1932: IV. Ausstellung der Vereinigung Bildender Künstler „Prager Secession“ im Kunstverein für Böhmen Prag
- 1933: Ausstellung Willy Nowak, Josef Dobrevsky, Maxim Kopf, Sergius Pauser, Mary Duras, Mährischer Kunstverein, im Künstlerhaus Brünn
- 1933: V. Ausstellung der Vereinigung Bildender Künstler „Prager Secession“ im Kunstverein für Böhmen Prag
- 1934: VI. Ausstellung der Vereinigung Bildender Künstler „Prager Secession“: Bilder aus Dalmatien, im Kunstverein für Böhmen Prag
- 1935: Sonder-Ausstellung: Maxim Kopf, Otto Mlčoch, Ilse Pompe, Trude Schmidl-Wähner, Mährischer Kunstverein, im Künstlerhaus Brünn
- 1935: Kollektiv-Ausstellung mit Maxim Kopf, im Kunstverein für Böhmen Prag
- 1935: VII. Ausstellung der Vereinigung Bildender Künstler „Prager Secession“ in Kunstverein für Böhmen Prag
- 1936: VIII. Ausstellung der Vereinigung Bildender Künstler „Prager Secession“ im Kunstverein für Böhmen Prag
- 1937: Maxim-Kopf-Ausstellung, im Kunstverein für Böhmen Prag.
- 1937: IX. Ausstellung der Vereinigung Bildender Künstler „Prager Secession“ im Kunstverein für Böhmen Prag
- 1937: vertreten in der Ausstellung tschechoslowakischer Kunst in der UdSSR (Moskau, Leningrad)
- 1942: Einzelausstellung in New York, Wakefield Gallery
- 1943: Einzelausstellung in New York bei Andre Seligmann
- 1944: Einzelausstellung in New York, American British Art Center
- 1947: Einzelausstellung in New York, American British Art Center
- 1950: Ausstellung mit Gemälden und Skulpturen von Maxim Kopf in New York,  Van Diemen-Lilienfeld Galleries
- 1953: Ausstellung mit letzten Gemälden von Maxim Kopf in New York, John Heller Gallery

## Werke (Auswahl)
Maxim Kopf war ein sehr produktiver, kosmopolitischer Maler, dessen Werke in Europa und den USA zu finden sind. Ivo Habán hat ein Werkverzeichnis vorgelegt, in dem 307 Bilder und 182 Zeichnungen sowie Holzschnitte und Lithografien aufgeführt sind, von denen aber viele verschollen sind.
- Kreuzigung (1920), Regionalgalerie Liberec[14]
- Der Pilger (1920), Nationalgalerie Prag[15][16]
- Empfängnis (1920–21), Nationalgalerie Prag[17]
- Buddha (1920), Regionalgalerie Liberec[18]
- Religiöses Thema (1924),  Narodní památkový ústav (NPÚ) Prag, Schloss Hořovice[19]
- Nach dem Bade (1930), Privatsammlung[20]
- Blick auf Prag (1937), Galerie der Hauptstadt Prag[21]
- Vision (1920), Nationalgalerie Prag[22][23]
- Liebespaar (1925), Galerie Zlatá Husa Prag[24]
- Porträt der Bildhauerin Mary Duras bei der Arbeit (1928), Kunstforum Ostdeutsche Galerie Regensburg[25]
- Tanzbar (1920), Regionalgalerie Liberec[26]
- Tupuraa, Tahiti (1934), Privatsammlung[27]
- Tahiti (1934), Galerie Zlatá Husa Prag[28]
- Times Square (1924), Nationalgalerie Prag[29][30]
- Columbus Circle (1924–25) (verschollen)[31]
- Das heilige Abendmahl (1921)[32]
- Montrouge (1927)[32]
- Porträt Mary Duras (1928)[33]
- Kohlebergwerk Falkenau (1929)[34]
- Selbstbildnis (1929), Kunstforum Ostdeutsche Galerie Regensburg[35]
- Tahitianische Frauen (Tahitian women)[32]
- New York (1941–42)[32]
- Der Strandräuber (The Beachcomber)[32]
- Abschied (The Farewell)[32]

Eine große Anzahl seiner Werke war auf Kunstauktionen vertreten.

## Sammlungen
Arbeiten von Maxim Kopf sind in den folgenden Sammlungen vertreten:
- Everson Museum of Art
- Hood Museum of Art
- Memorial Art Gallery
- Brooklyn Museum of Art
- Museum of Modern Art in New York
- Saint Louis Art Museum
- Nationalgalerie Prag
- Regionalgalerie Liberec
- Mährische Galerie Brno

## Sonstiges
Kopf schuf für Dorothy Thompson ein Exlibris. Es zeigt eine Frauengestalt, die, ein Buch in den erhobenen Händen tragend, über eine Teufelsgestalt schreitet.